# Елена Сальвадор
Елена Сальвадор (ісп. Elena Salvador; нар. 15 травня 1979) — колишня іспанська тенісистка.
Найвищу одиночну позицію світового рейтингу — 210 місце досягла 6 квітня 1998, парну — 228 місце — 27 липня 1998 року.
Здобула 2 одиночні та 2 парні титули.

## Фінали ITF
| Турніри $25,000 |
| Турніри $10,000 |

### Одиночний розряд: 4 (2–2)
| Результат | Ранг | Дата           | Турнір             | Покриття | Суперниця       | Рахунок       |
| --------- | ---- | -------------- | ------------------ | -------- | --------------- | ------------- |
| Перемога  | 1.   | 15 квітня 1996 | Елваш, Португалія  | Тверде   | Крістіна Тріска | 6–0, 4–6, 6–4 |
| Поразка   | 1.   | 6 травня 1996  | Сантандер, Іспанія | Ґрунт    | Лоранс Андретто | 2–6, 6–4, 6–7 |
| Перемога  | 2.   | 6 жовтня 1997  | Жирона, Іспанія    | Ґрунт    | Ноелія Серра    | 6–3, 6–2      |
| Поразка   | 2.   | 26 січня 1998  | Оренсе, Іспанія    | Тверде   | Лотті Селен     | 2–6, 6–7(7)   |

### Парний розряд: 3 (2–1)
| Результат | Ранг | Дата          | Турнір          | Покриття | Партнерка            | Суперниці                       | Рахунок       |
| --------- | ---- | ------------- | --------------- | -------- | -------------------- | ------------------------------- | ------------- |
| Поразка   | 1.   | 4 серпня 1997 | Карфаген, Туніс | Ґрунт    | Ева Бес              | Алісія Ортуньйо Зузана Валекова | 6–4, 4–6, 4–6 |
| Перемога  | 1.   | 26 січня 1998 | Оренсе, Іспанія | Тверде   | Лурдес Домінгес Ліно | Сабіна Да Понте Моніка Скартоні | 6–4, 6–4      |
| Перемога  | 2.   | 6 липня 1998  | Віго, Іспанія   | Ґрунт    | Лурдес Домінгес Ліно | Паула Кабесас Ванесса Менга     | 6–1, 4–6, 6–2 |